# Bill Nicholson
William Edward "Bill" Nicholson OBE (n. 26 ianuarie 1919, Scarborough, Anglia, Regatul Unit al Marii Britanii și Irlandei – d. 23 octombrie 2004, Hertfordshire, Anglia, Regatul Unit) a fost un fotbalist, antrenor și „scout” englez, care a activat timp de 36 de ani la clubul Tottenham Hotspur.

## Palmares

### Jucător
Tottenham Hotspur
Football League First Division
- Campion: 1951
- Vice-campion: 1952

Football League Second Division
- Câștigător: 1950

FA Charity Shield
- Câștigător: 1951

### Antrenor
Tottenham Hotspur
Football League First Division
- Campion: 1961
- Vice-campion: 1963

FA Cup
- Câștigător: 1961, 1962, 1967

Football League Cup
- Câștigător: 1971, 1973

FA Charity Shield
- Câștigător: 1961, 1962, 1967 (împărțit)

Cupa Cupelor UEFA
- Câștigător: 1962–63

Cupa UEFA
- Câștigător: 1971–72
- Finalist: 1973–74
- Semifinalist: 1972–73

Cupa Campionilor Europeni
- Semifinalist: 1961–62